# Largo (mareação)
No largo o vento sopra lateralmente. Sendo assim, as velas, neste bordo devem ser um pouco mais caçadas do que na Popa. Esta é a mareação potencialmente mais rápida, altura em que o plano eólico (velas), produz a máxima força combinada com a mínima pressão lateral.

## Mareações
' Mareações' são as diferentes posições de um veleiro relativamente à direcção do vento. 

## Outras mareações
- Bolina (Embarcação com vento de frente)
- Popa (Embarcação com vento a entrar pela popa)